# Mohammadhadi Saravi
Mohammadhadi Abdullah Saravi Darkalaei (pers. محمدهادی عبدالله ساروی دارکلایی; ur. 6 stycznia 1998) – irański zapaśnik walczący w stylu klasycznym. Złoty medalista olimpijski z Paryża 2024 w kategorii 97 kg, a także brązowy z Tokio 2020 w tej samej wadze. Mistrz świata w 2021; trzeci w 2022 i 2023 roku. 
Triumfator igrzysk azjatyckich w 2022. Złoty medalista mistrzostw Azji w 2020,  2024 i 2025. Trzeci w indywidualnym Pucharze Świata w 2020. 
Trzeci na MŚ U-23 w 2019. Mistrz Azji U-23 w 2019. Mistrz świata i Azji juniorów w 2018 roku.